# Eclipse (Twin Shadow)
Eclipse è il terzo album in studio di George Lewis Jr., pubblicato con il suo nome d'arte, Twin Shadow. Lewis ha prodotto lui stesso l'album.

## Accoglienza
L'album è stato accolto con recensioni generalmente positive. La canzone To the Top è stata scelta per essere utilizzata in due grandi progetti, il film Paper Towns e il quarto episodio del videogioco a episodi Tales from the Borderlands di Telltale Games, mentre Old Love / New Love è stata creata e utilizzata per il videogioco Grand Theft Auto V.

## Tracce
1. Flatliners – 4:19 (George Lewis, Eric Green)
2. When the Lights Turn Out – 3:30 (George Lewis, Wynne Bennett, Daniel Nigro)
3. To the Top – 3:16 (George Lewis, Wynne Bennett)
4. Alone – 3:01 (George Lewis, Elizabeth Vanessa Harper)
5. Eclipse – 3:04 (George Lewis, Raja Kumari)
6. Turn Me Up – 3:21 (George Lewis, Wynne Bennett)
7. I'm Ready – 3:32 (George Lewis, Dennis Herring, Jesse Shatkin)
8. Old Love / New Love – 3:49 (George Lewis, Dennis Herring, D'Angelo Lacy)
9. Half Life – 3:22 (George Lewis, Nikolai Potthoff, Andrew Tyler)
10. Watch Me Go – 3:53 (George Lewis)
11. Locked & Loaded – 2:57